# U-boat
U-boat (được Anh hóa từ từ tiếng Đức U-Boot, viết tắt của Unterseeboot, nghĩa là tàu ngầm nói chung, không phân biệt tàu ngầm quân sự hay dân sự) là các tàu ngầm quân sự được sử dụng rộng rãi bởi Hải quân Đức trong 2 cuộc đại chiến thế giới. Mặc dù trên lý thuyết thì các tàu U-boat có thể được sử dụng hiệu quả chống lại tàu mặt nước đối phương, nhưng trên thực tế, chúng thường được sử dụng trong chiến tranh kinh tế (truy đuổi, đánh đắm tàu bè và hàng hóa trên tàu), phong tỏa bờ biển bằng cách rải thủy lôi. Mục tiêu chính của các chiến dịch sử dụng U-boat mà Hải quân Đức thực hiện trong cả hai cuộc đại chiến là cắt đứt các chuyến tàu chở hàng hóa tiếp vận đi từ cảng Nova Scotia của Canada và các cảng như New York hay Baltimore của Hoa Kỳ tới cảng Liverpool của Anh. Các tàu ngầm của Đế quốc Áo Hung trong Thế chiến 1 cũng được gọi là U-boat.

## Thời tiền chiến

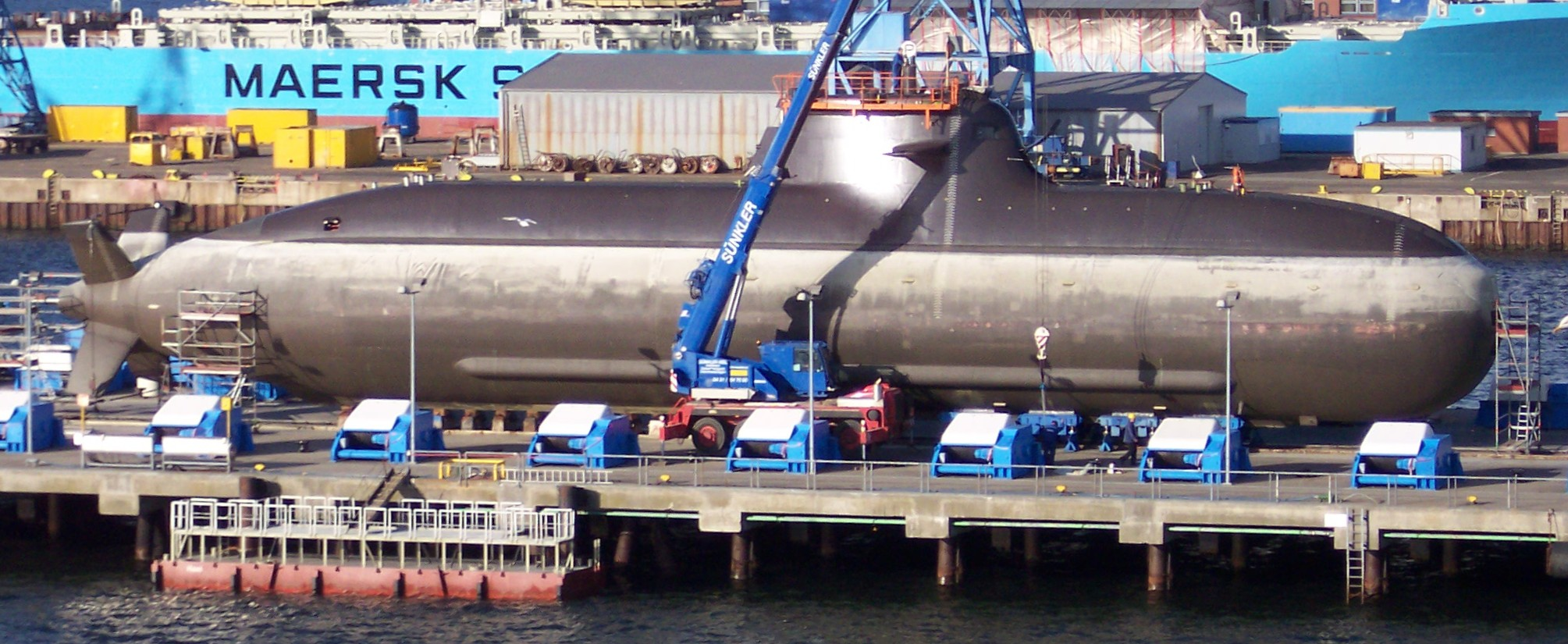
U boat 212

Tàu ngầm đầu tiên được đóng tại Đức là chiếc Brandtaucher, thiết kế năm 1850 bởi nhà phát minh, kỹ sư Wilhelm Bauer, đóng bởi hãng Schweffel & Howaldt tại Kiel cho Hải quân Đức. Sau Thế chiến 2, chiếc tàu ngầm U-2540 của Tây Đức được đặt theo tên nhà thiết kế này như là cách người Đức tưởng nhớ đến ông. Hiện nay, tàu Wilhelm Bauer đang là tàu bảo tàng ở thành phố Bremerhaven, Đức/
Tiếp đó là các mẫu W1 và W2 vào năm 1890, đóng theo mẫu thiết kế tàu ngầm Nordenfelt. Năm 1903, xưởng đóng tàu của hãng Germaniawerft tại Kiel đã hoàn thành chiếc tàu ngầm với chức năng hoàn thiện đầu tiên tên Forelle và bán lại cho Nga trong thời kỳ chiến tranh Nga - Nhật vào tháng 4 năm 1904. Những công trình đầu tiên được tiến hành bởi kỹ sư người Tây Ban Nha Raymondo Lorenzo d'Equevilley Montjustin. Chiếc tàu đầu tiên của Hải quân Đức được đóng năm 1905. Đó là chiếc tàu lớp Karp, với hai lớp vỏ, chạy bởi động cơ Körting bằng dầu kerosene, vũ trang với một ống phóng lôi. Động cơ diesel chỉ được lắp đặt trong các tàu ngầm của Đức lớp U-19 năm 1912–13. Khởi đầu Chiến tranh thế giới thứ nhất, Đức có 48 tàu ngầm, thuộc 13 lớp, đã hoàn thành hoặc đang được đóng.

## Chiến tranh thế giới thứ nhất

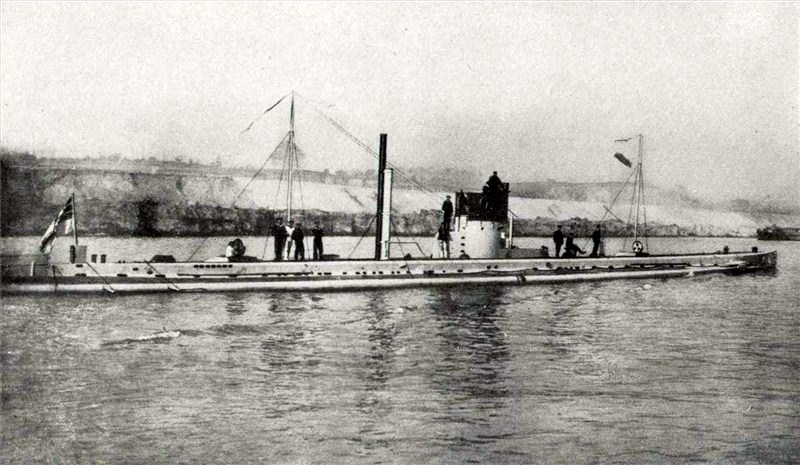
Tàu ngầm Đức U-9 (1910).

Khởi đầu cuộc chiến, Đức có 29 U-boat hoạt động; trong vòng 10 tuần, chúng đã đánh chìm 5 tàu tuần dương hạm của Anh. Tới tháng 10, chiếc U-9 đánh chìm các chiến hạm cũ của Anh là chiếc HMS Aboukir, Cressy và Hogue chỉ trong có một giờ.
Cuối cùng thì chiến thuật của Đức cũng thất bại, không đủ để ngăn cản hoạt động vận chuyển của Đồng minh, phần nhiều là do sự xuất hiện của các tàu hộ tống, trước khi binh lính và vật tư chiến tranh từ Mỹ được đưa tới Pháp. Tuy nhiên, lý do chính của việc chiến tranh chấm dứt là việc Anh phong tỏa Đức, khiến cho kinh tế sụp đổ. Lệnh ngưng bắn có hiệu lực vào 11 tháng 11 năm 1918, và các tàu ngầm Đức phải đầu hàng Đồng minh. Trong tổng số 360 tàu ngầm Đức được đóng, có 178 chiếc bị mất, nhưng chúng đã đánh chìm được 11 triệu tấn hàng hóa.

## Giữa hai cuộc chiến
Sau chiến tranh, theo Hòa ước Versailles giới hạn hạm đội Đức. Hòa ước này cũng nghiêm cấm việc Đức nghiên cứu, đóng mới hay trang bị tàu ngầm. Tuy nhiên, một phòng thiết kế tàu ngầm được người Đức lập ra ở Hà Lan, và một chương trình nghiên cứu tàu ngầm được bắt đầu ở Thụy Điển và Phần Lan. Từ sau năm 1933 đến trước khi Chiến tranh thế giới thứ hai bùng nổ, Đức Quốc xã tiến hành đóng U-boat và huấn luyện thủy thủ, gọi các hoạt động này là "nghiên cứu", hoặc che giấu chúng với các vỏ bọc khác. Khi các hoạt động này bị lộ, Đức phải ký hiệp ước với Anh quy định số tàu ngầm Đức chỉ được ngang bằng với số tàu ngầm Anh, còn tàu chiến thì ít hơn Anh. Khi chiến tranh bùng nổ, Hải quân phát xít Đức có 65 chiếc U-boat, với 21 trong số đó sẵn sàng tham chiến.

## Chiến tranh thế giới thứ hai
Trong cuộc chiến, chiến thuật sử dụng U-boat là một phần chính trong Trận chiến Đại Tây Dương, diễn ra suốt thời kỳ chiến sự. Đức có hạm đội tàu ngầm lớn nhất, vì Hòa ước Versailles giới hạn hạm đội tàu nổi của Đức chỉ được có 6 thiết giáp hạm (nhỏ hơn 10.000 tấn), 6 tuần dương hạm và 12 khu trục hạm. Thủ tướng Anh Winston Churchill đã viết trong hồi ký của mình vào năm 1948: "Điều duy nhất khiến tôi kinh sợ trong suốt cuộc chiến là hiểm họa U-Boat".

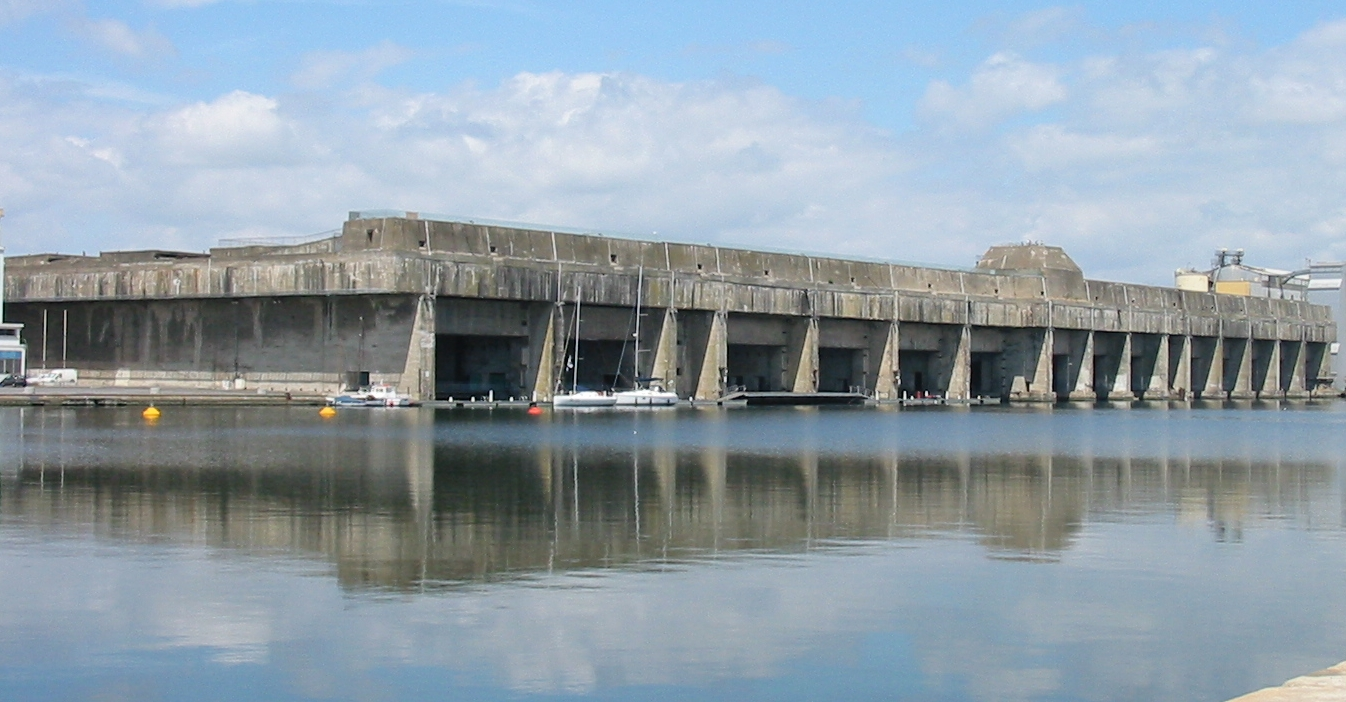
Cảng U-boat tại Saint-Nazaire, Pháp

### Hoạt động chống tàu ngầm

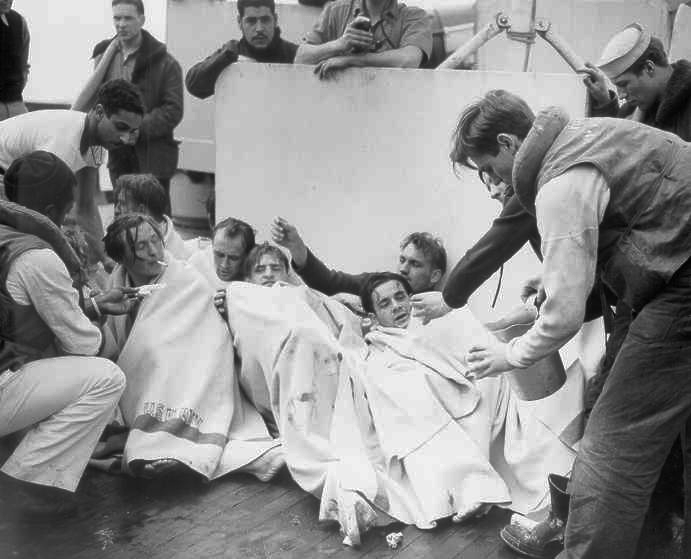
Những người sống sót từ U-175 sau khi nó bị chiếc tàu tuần duyên USS Spencer của Tuần duyên Mỹ đánh đắm bằng bom chìm, 17 tháng 4, 1943

Các chiến thuật chống tàu ngầm, như sử dụng radar, sonar, bom chìm, súng cối diệt tàu ngầm (Squid, Hedgehog,...), phá mã Enigma của Đức, sử dụng thiết bị Leigh Light, máy bay hộ tống (đặc biệt là dùng tàu sân bay hộ tốnghạng nhẹ) và việc Hoa Kỳ tham chiến, với tiềm lực đóng tàu, chế tạo máy bay, vũ khí chống ngầm to lớn, đã xoay chiều chiến tranh với U-boat. Cuối cùng, hạm đội U-boat chịu tổn thất nặng và bại trận với 793 chiếc U-boat bị mất, và khoảng 28.000 thủy binh (tức 75% lực lượng).
Cùng lúc, Đồng Minh đánh phá các xưởng đóng tàu U-boat và căn cứ từ đó chúng xuất phát.

## Sau Chiến tranh thế giới thứ hai

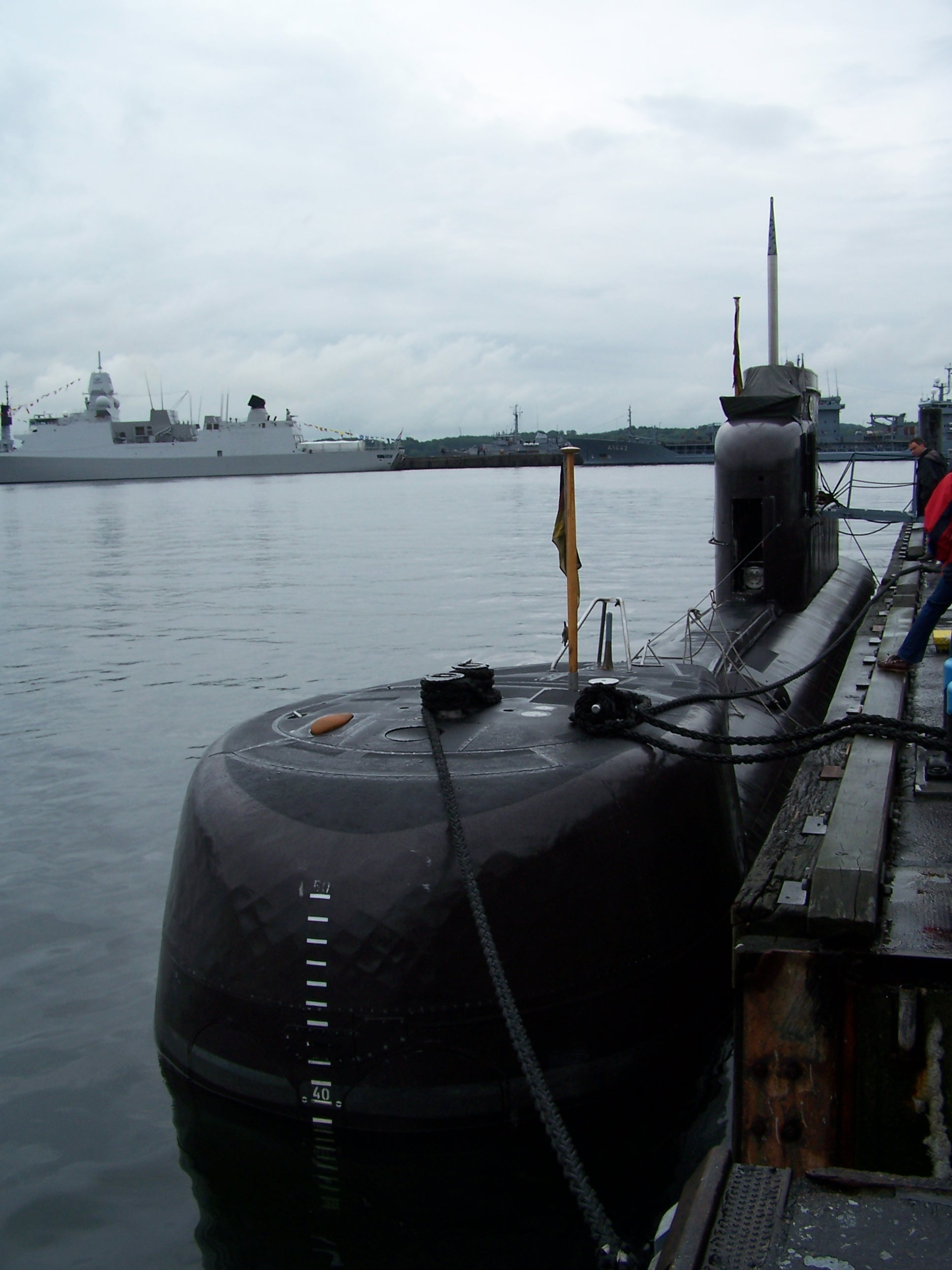
U-15, của Hải quân Đức tại Kiel 2007

Kể từ 1955, Tây Đức được phép có một hạm đội nhỏ. Ban đầu hai chiếc Tàu ngầm Klasse XXIII (U-2335 và U-2337) và một chiếc Tàu ngầm Klasse XXI (U-2540) được trục vớt và sửa chữa để tái trang bị sau chiến tranh. Tới những năm 1960, Tây Đức được phép trở lại với việc đóng tàu ngầm. Vì ban đầu Đức chỉ được đóng tàu nhỏ hơn 450 tấn, nên hải quân tập trung vào đóng các tàu duyên hải nhỏ để chống đe dọa từ Liên Xô và Đông Đức ở biển Baltic. Các tàu ngầm được chế tạo ở Đức từ sau Thế chiến 2 cho đến nay chủ yếu sử dụng kỹ thuật cao (động cơ AIP, chân vịt chạy không bong bóng, vỏ tàu hấp thụ sonar,...) để bù đắp vào kích thước nhỏ của tàu.